# Brodek u Přerova

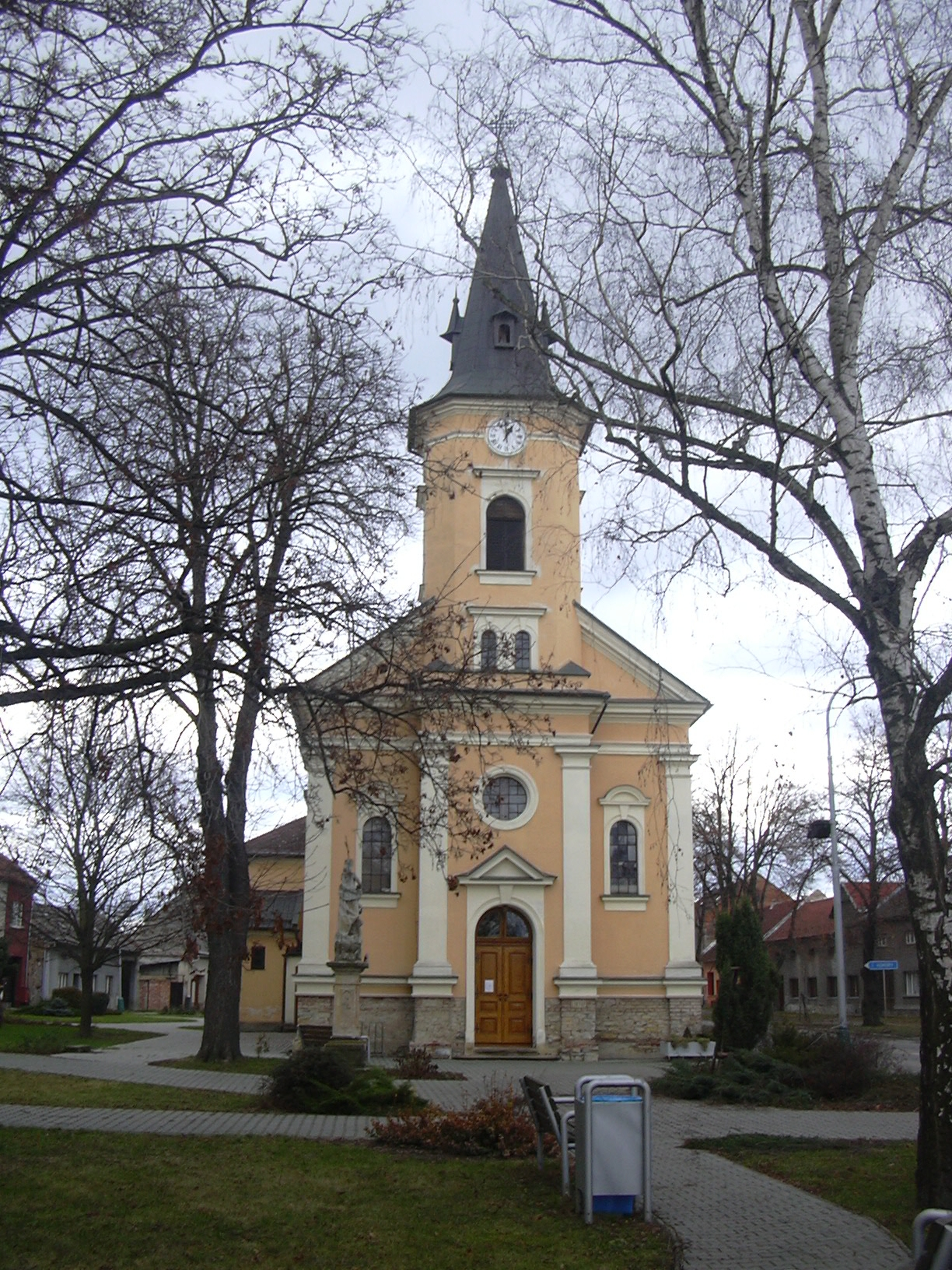
Kirche der Geburt Johannes des Täufers

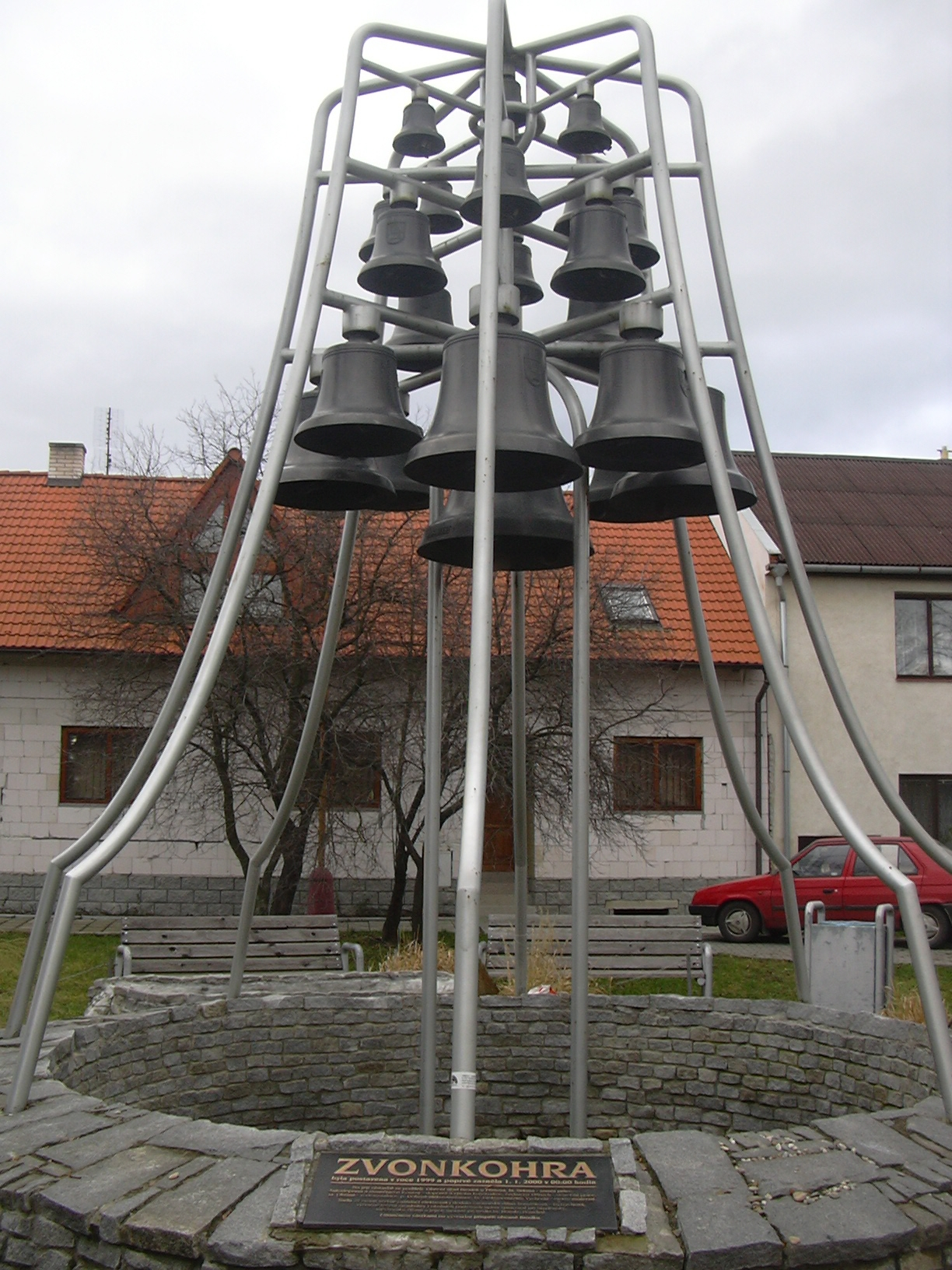
Glockenspiel

Brodek u Přerova, bis 1948 Brodek (deutsch Brodek) ist eine Minderstadt in Tschechien. Sie liegt acht Kilometer nordwestlich von Přerov und gehört zum Okres Přerov.

## Geographie
Brodek u Přerova befindet sich im Hornomoravský úval (Obermährische Senke). Das Städtchen wird im Norden und Westen vom Bach Olešnice umflossen, der bei Citov in den Marcharm Morávka einmündet. Östlich erhebt sich der Stráž (215 m). Brodek liegt an der Staatsstraße II/150 zwischen Přerov und Prostějov sowie der Bahnstrecke Přerov – Olomouc.
Nachbarorte sind Majetín und Krčmaň im Norden, Hráza, Mladý Kaláb, Nelešovice und Kokory im Nordosten, Žeravice und Lapač im Osten, Předmostí und Luková im Südosten, Císařov und Citov im Süden, Věrovany, Rakodavy und Nenakonice im Südwesten, Dub nad Moravou im Westen sowie Bolelouc, Čertoryje und Charváty im Nordwesten.

## Geschichte
Die älteste schriftliche Erwähnung von Brod erfolgte in der Mährischen Landtafel und ist datiert auf den 20. Mai 1301. Zwischen 1301 und 1305 gelangte das Dorf in den Besitz des Dominikanerinnenklosters Olmütz. In alten Überlieferungen wird Brod als ein Dorf an einer Furt durch die Jezda am Weg von Dub nach Přerov beschrieben. Daraus ist zu entnehmen, dass die Olešnice früher Jezda genannt wurde und ihr früherer Lauf offenbar entlang des heutigen Grabens durch den Ort führte. Seit 1536 wurde der Ort als Brodek, später in lateinischen Schriften als Brodeca und Brodeka (1771) bezeichnet. Das älteste Ortssiegel stammt von 1626; es zeigt die Patronin des Klosters, die hl. Katharina mit einem Palmwedel und Richtrad sowie darunter einen nach links springenden Hirsch. Die Matriken wurden ab 1629 in Přerov, ab 1700 in Kokory, ab 1784 in Citov und seit 1914 in Brodek geführt. Bis zur Aufhebung des Klosters der Dominikanerinnen an der Olmützer Katharinenkirche im Jahre 1782 gehörte Brodek stets zu den Besitzungen des Klosters. Entlang der Olešnice befand sich zwischen Brodek, Majetín und Kokory bis zum Ende des 18. Jahrhunderts ein System von Fischteichen.
Nach der Aufhebung der Patrimonialherrschaften bildete Brodek eine Gemeinde in der Bezirkshauptmannschaft Kremsier. Im Jahre 1855 wurde die Gemeinde dem Bezirk Prerau und 1868 wieder dem Bezirk Kremsier zugeordnet. Seit 1877 gehört das Dorf zum Okres Přerov. 1881 wurde die Schule eingeweiht. Am 29. April 1909 wurde Brodek durch Kaiser Franz Joseph zum Markt erhoben. Im 20. Jahrhundert wurde von der Olešnice ein Graben durch Brodek zur Zuckerfabrik geführt. 1926 entstand ein zweites Schulhaus. Den amtlichen Namenszusatz u Přerova führt die Gemeinde seit 1949. Seit 1951 besteht in Brodek die Glockengießerei der Familie Dytrych. Im Jahre 1976 wurden die Gemeinden Císařov und Luková dem Örtlichen Nationalausschuss (MNV) Brodek u Přerova anschlossen und 1983 gänzlich eingemeindet. Císařov löste sich 1990 wieder los. Anlässlich des 700. Ortsjubiläums wurde der Gemeinde im Jahre 2001 das Recht zur Führung eines Wappens und Banners bewilligt. Das Wappen ist dem historischen Gemeindesiegel von 1626 nachgestaltet. Seit dem 23. Januar 2009 besitzt Brodek u Přerova wieder den Status eines Městys. In Brodek u Přerova befindet sich eine Grundschule; in den Gebäuden der alten und neuen Schule werden die Kinder aus Brodek, Luková, Majetín, Citov und Císařov sowie zum Teil auch aus Rokytnice, Kokory und Krčmaň unterrichtet. Zu den bedeutendsten Unternehmen gehören die Glockengießerei Dytrych, die Malzfabrik Moravamalt, a.s., der Mineralwasserabfüller Hanácké závody, a.s. sowie eine Brückendirektion (Mostní obvod) der Staatsbahn. Zu Beginn des Jahres 2011 bestand der Ortsteil Brodek u Přerova aus 569 Häusern und hatte 1829 Einwohner.

## Gemeindegliederung
Der Městys Brodek u Přerova besteht aus den Ortsteilen Brodek u Přerova (Brodek) und Luková (Lukowa).

## Sehenswürdigkeiten
- Neoromanische Kirche Geburt Johannes des Täufers, auf dem Markt, erbaut 1893.
- Glockenspiel auf dem Markt, errichtet 1999 nach einem Entwurf des Künstlers Jiří Studenský. Die 22 Glocken mit einer Masse zwischen 5 und 220 Kilogramm wurden in der örtlichen Glockengießerei Dytrych gegossen und sind zusammen mit der elektronischen Steuerung ein Geschenk der Glockengießermeisterin Marie Tomášková-Dytrychová. Sie erklangen erstmals am Beginn des Neujahrstages 2000.
- Statue Johannes des Täufers aus dem Jahre 1883, vor der Kirche
- Drei steinerne Kreuze, geschaffen 1868

## Persönlichkeiten
- František Mikula (1914–1980), Neurologe und Professor an der Universität Olmütz
- Josef Dytrych (1912–1965) und Laetitia Dytrychová (1919–2005), Gründer der Glockengießerei Dytrych
- Jaromír Obzina (1929–2003), Innenminister der ČSSR,
- František Jindřich Novák (1941–1993), Botaniker und ehemaliger Leiter des IAEO-Forschungslabors Seibersdorf